# א
La álef o alef (también aleph) es la primera letra del alfabeto hebreo. Proviene de la letra ʾalp fenicia (𐤀) a través del arameo. El término álef significa «Toro», por lo que seguramente la letra proviene de la letra egipcia hierática que representaba dicho animal (la cabeza con los dos cuernos).

## Forma
| Variantes | Variantes  | Variantes |
| Cuadrada  | Manuscrita | Rashi     |
| --------- | ---------- | --------- |
| א         | Manuscrita | Rashi     |

## Yidis
En yidis, álef se usa para varios propósitos ortográficos en palabras nativas, generalmente con diferentes signos diacríticos tomados del niqqud hebreo:
- Sin diacríticos, álef es muda; se escribe al principio de las palabras antes de las vocales deletreadas con la letra vav o yod. Por ejemplo, oykh también se escribe como אויך. El dígrafo וי representa el diptongo inicial [oj], pero ese dígrafo no está permitido al comienzo de una palabra en ortografía yiddish, por lo que está precedido por un álef silencioso. Algunas publicaciones usan un álef silencioso adyacente a tales vocales en el medio de una palabra también cuando es necesario para evitar la ambigüedad.
- Un álef con pataj diacrítico, אַ, representa la vocal [a] en yiddish estándar.
- Un álef con kamatz diacrítico, אָ, representa la vocal [ɔ] en yiddish estándar.

Los préstamos del hebreo o arameo se escriben como en su idioma de origen.

## Usos
Matemáticas
En la Teoría de conjuntos, si se asume el Axioma de elección, los números álef representan los distintos tipos de cardinales infinitos. Por ejemplo, {\displaystyle \aleph _{0}} representa el cardinal de los números naturales. Esto en símbolos se denota como {\displaystyle |\mathbb {N} |} = {\displaystyle \aleph _{0}}.
Si, además del Axioma de elección, se toma por cierta la Hipótesis del continuo, entonces el cardinal del conjunto de los números reales es el cardinal inmediatamente superior a {\displaystyle \aleph _{0}}, que es el número álef {\displaystyle \aleph _{1}}. Esta afirmación se denota como {\displaystyle |\mathbb {R} |} = {\displaystyle \aleph _{1}}.
Misticismo
En el cuento El Aleph de Jorge Luis Borges, el autor narra la existencia de una esfera con el mismo nombre, el Aleph, que es, en esta obra,  uno de los puntos del espacio que contiene todos los puntos.
En la tradición judía
Como una de las tres letras "madres", la álef simboliza el aire.[cita requerida] En relación con su valor numérico, el álef también es un símbolo de Dios en referencia al monoteísmo (Dios es único como el álef es el uno). Además, hay varios nombres para designar a Dios que tienen el álef como letra inicial (Adonai אדוניי, Elohim אלוהים, ...). El nombre del primer hombre (Adán אדם) y el del primer patriarca (Abraham אברהם) también se escriben con una álef inicial. El álef simboliza, pues, el principio y el nacimiento de toda cosa. Por ejemplo, es al escribir la palabra אמת ("verdad", palabra con álef inicial) en la frente del gólem que se le trajo a la vida. Cuando se le borró el álef, solo quedaron las dos últimas letras que forman la palabra מת, que significa "muerto". Es así como el gólem muere.[cita requerida]

## Codificación
| Carácter      | א                  | א                  | ℵ           | ℵ           |
| ------------- | ------------------ | ------------------ | ----------- | ----------- |
| Unicode       | HEBREW LETTER ALEF | HEBREW LETTER ALEF | ALEF SYMBOL | ALEF SYMBOL |
| Codificación  | decimal            | hex                | decimal     | hex         |
| Unicode       | 1488               | U+05D0             | 8501        | U+2135      |
| UTF-8         | 215 144            | D7 90              | 226 132 181 | E2 84 B5    |
| Ref. numérica | &#1488;            | &#x5D0;            | &#8501;     | &#x2135;    |
| Ref. entidad  |                    |                    | &alefsym;   | &alefsym;   |